# Hoch- und Übergangsmoor östlich Gstatt

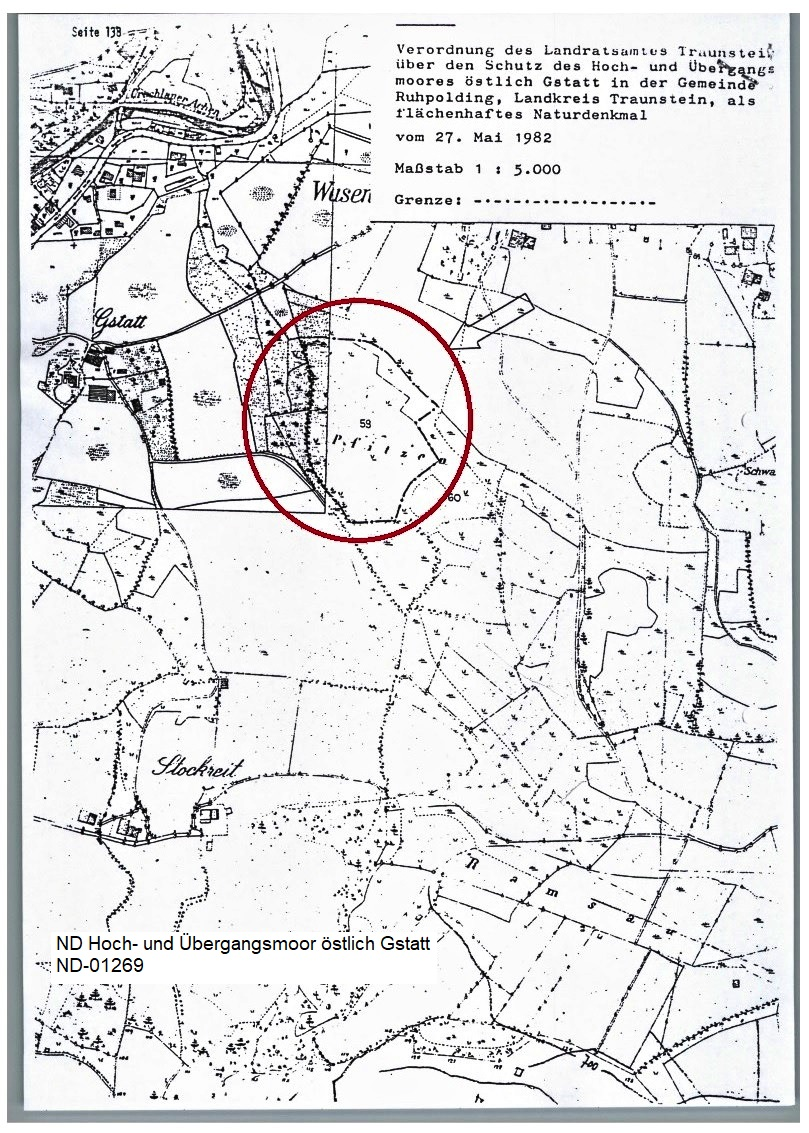
Lageplan Amtsblatt

Das Hoch- und Übergangsmoor östlich Gstatt in der Gemeinde Ruhpolding ist ein 3,23 ha großes flächenhaftes Naturdenkmal im Landkreis Traunstein.
Es erhielt im Mai 1982 durch Verordnung des Landratsamtes Traunstein den Schutzstatus und wird unter der Nummer ND-01269 gelistet.
Das Moor ist vom Bayerischen Landesamt für Umwelt (LfU) unter der Bezeichnung Hochmoor E von Gstatt ("Pfitzen") als geowissenschaftlich bedeutendes Geotop (Geotop-Nummer: 189R014) ausgewiesen.